# Black Hills Pioneer
De Black Hills Pioneer, gestart door A. W. Merrick en W. A. Laughlin, was de eerste krant in Deadwood (South Dakota). De naam verwijst naar de pioniers die ten gevolge van de goudkoorts van de jaren 1870 naar de Black Hills trokken. De krant verschijnt nog steeds, maar het kantoor is verhuisd van Deadwood naar Spearfish.
Merrick en de Pioneer komen voor in de televisieserie Deadwood.